# 985 (szám)
A 985 (római számmal: CMLXXXV) egy természetes szám, félprím, az 5 és a 197 szorzata.

## A szám a matematikában
A tízes számrendszerbeli 985-ös a kettes számrendszerben 1111011001, a nyolcas számrendszerben 1731, a tizenhatos számrendszerben 3D9 alakban írható fel.
A 985 páratlan szám, összetett szám, azon belül félprím, kanonikus alakban az 51 · 1971 szorzattal, normálalakban a 9,85 · 102 szorzattal írható fel. Négy osztója van a természetes számok halmazán, ezek növekvő sorrendben: 1, 5, 197 és 985.
A 985 négyzete 970 225, köbe 955 671 625, négyzetgyöke 31,38471, köbgyöke 9,94975, reciproka 0,0010152. A 985 egység sugarú kör kerülete 6188,93753 egység, területe 3 048 051,732 területegység; a 985 egység sugarú gömb térfogata 4 003 107 941,8 térfogategység.